# Rory Gallagher
William Rory Gallagher (Ballyshannon, Donegal megye, Írország, 1948. március 2. – London, Egyesült Királyság, 1995. június 14.) számos hangszeren játszó ír zenész, dalszerző, zenekarvezető. A Taste zenekarral lett ismert, de az együttes felbomlása után szólókarrierje is sikeres volt.

## Pályafutása
Főként virtuóz gitárosként volt ismert. Híressé vált 1961-es Fender Stratocaster típusú gitárja. A Taste együttes felbomlása után szólókarrierbe kezdett.
A repüléstől való félelme leküzdésére gyógyszereket szedett. 1995 elején egészségi állapota miatt hollandiai turnéját le kellett mondania. Bár 1995 márciusában  májátültetésben részesült, a szövődmények következtében még ebben az évben elhunyt.

## Emlékezete
Főleg Írországban ápolják emlékét. Utcát, teret, kórházat, könyvtárat, színházat neveztek el róla.
Magyarországi emlékezete online - https://www.facebook.com/groups/175819039283231